# Le Seigneur des mouches
Le Seigneur des mouches (Lord of the Flies) est le 5e épisode de la saison 9 de la série télévisée X-Files. Dans cet épisode, Doggett, Reyes et Scully sont confrontés à des mouches tueuses.

## Résumé
Un groupe d'adolescents, dirigés par David « Winky » Winkle, filment une cascade réalisée par l'un de leurs camarades, Bill Kizzler, à bord d'un caddie pour une émission de télévision locale. La cascade tourne mal et les adolescents trouvent Kizzler mort, le crâne fracassé.  Doggett et Reyes sont contactés par le médecin légiste local et voient des mouches sortir des orbites du cadavre lorsqu'ils l'examinent. Ils appellent Scully, qui découvre que la cavité dans la tête du jeune homme n'est pas due à sa chute mais aux mouches qui l'ont dévoré de l'intérieur.

## Distribution
- Gillian Anderson : Dana Scully
- Robert Patrick : John Doggett
- Annabeth Gish : Monica Reyes
- Hank Harris : Dylan Lokensgard
- Samaire Armstrong : Natalie Gordon
- Michael Wiseman (en) : le docteur Rocky Bronzino
- Jane Lynch : le proviseur Anne T. Lokensgard
- Aaron Paul : David Winkle
- Branden Williams : Bill Kizzler
- Erick Avari : le docteur Herb Fountain

## Accueil

### Audiences
Lors de sa première diffusion aux États-Unis, l'épisode réalise un score de 6,2 sur l'échelle de Nielsen, avec 9 % de parts de marché, et est regardé par 9,90 millions de téléspectateurs.

### Accueil critique
L'épisode obtient des critiques plutôt défavorables. Le site Le Monde des Avengers lui donne la note de 2/4. John Keegan, du site Critical Myth, lui donne la note de 5/10. Todd VanDerWerff, du site The A.V. Club, lui donne la note de C. Dans leur livre, Robert Shearman et Lars Pearson lui donnent la note de 1,5/5.